# Black Butterfly (livro)
Borboleta Negra é o terceiro e último romance da trilogia Lucifer Box, de Mark Gatiss, que aborda as aventuras de um detetive e agente secreto britânico bissexual. Os volumes anteriores foram The Vesuvius Club e The Devil in Amber. 
A obra foi publicada por Simon & Schuster.

## Enredo
Lucifer Box é alto, moreno e adora problemas. Após a coroação de Elizabeth II, em 1953, Box está se aproximando da aposentadoria e também ficou com uma prole inesperada, Christmas Box. No entanto, ele descobre que idosos britânicos estão morrendo de formas inesperadas por participarem de riscos imprudentes e acidentes. O detetive rastreia suspeitos até Istambul, auxiliado pelo agente duplo turco-gregoriano Whitley Bey, e conhece o agente gay afro-japonês Kingdom Kum.

## Recepção
O jornal Mirror chamou Black Butterfly de uma "travessura perversamente engraçada". O CrimeSpace chamou-o de "um deleite divertido".
The Denver Post aprecia o humor britânico escrito por Gatiss.

## Adaptações
Um drama de rádio foi produzida pela BBC em 2011.
Gatiss relata que houve três tentativas de adaptar os três livros de Lucifer Box, incluindo Black Butterfly, em uma série de televisão, mas acabou descartando a ideia.